# سعد الصفران
سعد عبد الكريم سعد الصفران، محامٍ كويتي، يرأس النيابة العامة الكويتية منذ 13 سبتمبر 2022. شغل قبل توليه منصب النائب العام، منصب المحامي العام الأول ورئاسة التفتيش القضائي ما بين عامي 2006 و2022.

## دراسته وعمله
عين بالنيابة العامة في 14 أكتوبر 1981، وقد تدرج في العمل بالنيابة العامة، إلى أن عُين محاميًا عامًا بالنيابة العامة في 1 سبتمبر 1995، ورقي إلى درجة محام عام أول اعتبارًا من 14 أكتوبر 2006. كذلك رأس إدارة التفتيش القضائي حتى تاريخ توليه منصب النائب العام.

### رئاسة النيابة العامة
كُلف سعد الصفران في 6 يوليو 2022، للقيام بمهام النائب العام بالوكالة حين تقدّم النائب العام السابق ضرار العسعوسي باستقالته التي قبلت في اليوم الموالي، ثم وافق المجلس الأعلى للقضاء بالإجماع على تعيينه نائبًا عامًا في 24 أغسطس 2022، وهو قرار عرضه وزير العدل جمال الجلاوي على مجلس الوزراء الكويتي برئاسة الشيخ أحمد النواف الأحمد الصباح الذي اعتمد مشروع مرسوم بتعيينه نائبًا عامًا في 29 أغسطس 2022 ورفع الكتاب إلى أمير البلاد، وقد أدى الصفران اليمين الدستورية أمام ولي عهد الكويت الشيخ مشعل الأحمد الجابر الصباح في 13 سبتمبر 2022.

## عضوياته
شارك الصفران في عدد من اللجان، منها:
- رئاسة التفتيش القضائي بالنيابة العامة ما بين عامي 2006 و2022.
- عضو المجلس الأعلى للقضاء منذ 2022.